# Sixten Englesson
Sixten B. Englesson, född 26 oktober 1911 i Milwaukee, USA, död 1999, var en svensk företagsledare. Han var son till överingenjör Elov Englesson.
Englesson tog civilingenjörsexamen 1938 vid Kungliga Tekniska högskolan (KTH). Han blev 1943 överingenjör och vice VD vid AB Flygts pumpar. 1947 utvecklade han den första dränkbara länspumpen. Han var VD för Flygt 1961-1968.  Han invaldes 1970 som ledamot av Ingenjörsvetenskapsakademien och blev 1977 teknologie hedersdoktor vid KTH.